# Orcus Patera
Orcus Patera est une grande dépression géologique martienne située par 14,017° N, 178,083° E. En 1965, l'orbiteur Mariner 4 prend les premières photographies de la formation. Cependant, les capacités limitées de l'appareil empêchent toute identification précise. L'observation de la région par la sonde Mars Express en 2005, a donné des modèles numériques et des photos en couleur de la formation.

## Géographie et géologie
Cette dépression elliptique nette s'étend approximativement sur 380 km par 140 km sur l'axe nord-est sud-ouest. Ses rebords culminent jusqu'à 1 800 m tandis que le plancher relativement lisse de la dépression est de 400 à 600 m en dessous des plaines environnantes.
Cette formation se situe à l'ouest d'Olympus Mons et à l'est d'Elysium Mons, à mi-chemin entre ces deux volcans et au nord-est du cratère Gale.
Cette formation a connu des processus éoliens (ce qui a causé les taches sombres à l’intérieur de la patera), et possède quelques petits cratères ainsi que des grabens. On ne sait pas comment la patera s'est originellement formée mais de nombreuses théories de formation sont possibles : évènement volcanique (possible caldeira volcanique), cratérisation (impact circulaire de météorite déformé par de puissantes forces de compression) ou encore évènement tectonique. Ces derniers sont confirmés par la présence de grabens orientés d'est en ouest mais n'ont rien d'inhabituels et ne peuvent donc confirmer cette hypothèse. L'hypothèse d'un impact rasant (aux alentours de 5° d'angle) d'une météorite a aussi été évoquée, mais les avis des scientifiques divergent.

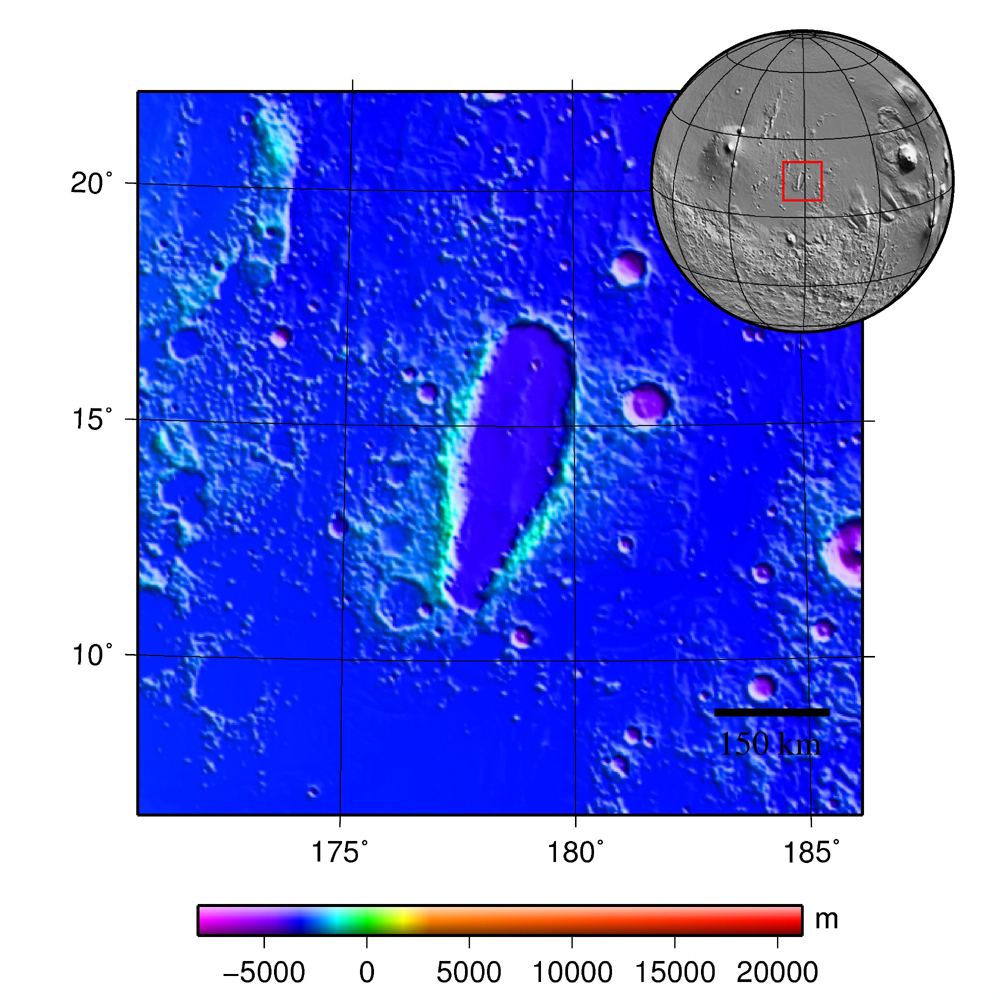
Topographie d'Orcus Patera par l'instrument MOLA de Mars Global Surveyor.